# Џеф Бек
Џефри Арнолд Бек (енгл. Geoffrey Arnold Beck; Валингтон, 24. јун 1944 — Источни Сасекс, 10. јануар 2023) био је енглески рок гитариста. Један је од тројице славних гитариста који су свирали у Јардбердсима (друга двојица су Ерик Клептон и Џими Пејџ). Бек је такође формирао групе The Jeff Beck Group и Beck, Bogert & Appice.
Већи део ствари које је Бек снимио је инструменталан, са фокусом на иновативни звук, а његови наслови покривају широк спектар жанрова, од блуз рока, хард рока, џез фузија уз додатке гитарског рока и електронике. Иако је снимио два албума (1975. и 1976), као солиста, Бек није успоставио одржив комерцијални успех као многи његови савременици и чланови бенда у којима је свирао. Бек се појављује на албумима Мик Џегера, Тине Тарнер, Морисија, Џон Бон Џовија, Малколма Макларена, Кејт Буш, Роџер Вотерса, Донована, Стиви Вондера, Лес Паула, Зућера Форнациарија, Синди Лаупер, Брајан Меја, Станли Кларка и ЗЗ Топа.
На Ролинг стоуновој листи "100 највећих гитариста свих времена" а часопис, на чијој је насловној Бек био три пута, га је описао као "један од најутицајнији соло гитариста у року". Бек је стекао многе критичке похвале и добио је награду Греми за најбољи Рок инструментални перформанс чак шест пута, а за најбољи поп инструментал једном. 2014. је добио награду Британске академије Ивор Новело, за изузетан допринос британској музици. Бек је уврштен у Рокенрол кућу славних два пута: као члан Јардбердса (1992) и као солиста (2009).

## Детињство и младост
"Био сам заинтересован за електричну гитару пре него што сам знао разлику између електричне и акустичне гитаре. Електрична гитара ми је била тако фасцинантна, комад дрвета са шрафовима и прекидачима. Морао сам да имам једну."

Beck
Џефри Арнолд Бек је рођен 24. јуна 1944. од оца Арнолда и мајке Етел Бек у 206 Демесне Роуд, Валингтон, Сатон, Енглеска. Као 10-годишњак, Бек певао у црквеном хору. Као тинејџер је научио да свира позајмљену гитару и имао је неколико покушаја да направи свој инструмент, прво је лепио и спајао кутије цигара за тело и једну сирову даску од ограде за врат са контролним линијама са модела авиона и прагове које је једноставно обојио на врат. Када је правио врат, у следећем покушају, користио је мере за бас гитару.
Бек је навео Лес Полa као првог електричног гитаристу који га је импресионирао. Бек је рекао да је први пут чуо електричну гитару када је имао 6 година и чуо Пола како свира How High the Moon на радију. Он је питао своју мајку шта је то. Након што је одговорила да је то електрична гитара и трикови на њој, рекао је: "То је за мене". Клиф Галуп, гитариста Џина Винсента и Блу Капса, био је један од његових првих музичких утицаја, а затим Б.Б. Кинг и Стеве Крупер.
Након напуштања школе је ишао је у Вимблдонску уметничку школу, након чега се накратко запослио као сликар и декоратер, а домар на голф терену и фарбар аутомобила. Бекова сестра Анета га је упознала са Џими Пејџом када су били тинејџери.